# Палмдејл (Калифорнија)
Палмдејл (енгл. Palmdale) град је у америчкој савезној држави Калифорнија. По попису становништва из 2010. у њему је живело 152.750 становника.

## Демографија
Према попису становништва из 2010. у граду је живело 152.750 становника, што је 36.080 (30,9%) становника више него 2000. године.
|                   | 2010.            | 2000.            |
| Укупно            | 152 750 (100,0%) | 116 670 (100,0%) |
| Хиспаноамериканци | 83 097 (54,40%)  | 43 991 (37,71%)  |
| Белци             | 37 390 (24,48%)  | 47 831 (41,00%)  |
| Афроамериканци    | 22 677 (14,85%)  | 16 913 (14,50%)  |
| Азијати           | 6 548 (4,287%)   | 4 468 (3,830%)   |
| Остали            | 3 038 (1,989%)   | 3 467 (2,972%)   |